# Puchar Europy w skokach narciarskich 1981/1982
Puchar Europy w skokach narciarskich 1981/1982 – rozpoczął się 20 grudnia 1981 na skoczni w Vang, a zakończył 25 kwietnia 1982 w Bischofshofen na skoczni Paul-Ausserleitner-Schanze. W ramach cyklu rozegrano 18 indywidualnych konkursów. Zwycięzcą klasyfikacji generalnej został Austriak Hans Wallner. 

## Kalendarz i wyniki
| Lp.                                            | Data                                           | Miejscowość                                    | Punkt K                                        | Uwagi                                          | 1. miejsce         | 2. miejsce         | 3. miejsce          |
| ---------------------------------------------- | ---------------------------------------------- | ---------------------------------------------- | ---------------------------------------------- | ---------------------------------------------- | ------------------ | ------------------ | ------------------- |
| 1.                                             | 20 grudnia 1981                                | Vang                                           | K-84                                           | –                                              | Ulf Jørgensen      | Jon Eilert Bøgseth | Olav Hansson        |
| 2.                                             | 26 grudnia 1981                                | Sankt Moritz                                   | K-94                                           | –                                              | Masahiro Akimoto   | Jan Henrik Trøen   | Hansjörg Sumi       |
| 3.                                             | 2 stycznia 1982                                | Willingen                                      | K-110                                          | –                                              | Thomas Hasslberger | Jari Kelonen       | Erkki Nykaenen      |
| 4.                                             | 3 stycznia 1982                                | Willingen                                      | K-110                                          | –                                              | Peter Rohwein      | Paivi Mykkänen     | Josef Heumann       |
| 5.                                             | 8 stycznia 1982                                | Tarvisio                                       | K-80                                           | TTP                                            | Dag Holmen Jensen  | Olav Hansson       | Ivar Mobekk         |
| 6.                                             | 9 stycznia 1982                                | Villach                                        | K-60                                           | TTP                                            | Ole Bremseth       | Dag Holmen Jensen  | Hans Wallner        |
| 7.                                             | 10 stycznia 1982                               | Maribor                                        | K-75                                           | TTP                                            | Primož Ulaga       | Olav Hansson       | Ole Bremseth        |
| Turniej Trzech Państw – klasyfikacja końcowa   | Turniej Trzech Państw – klasyfikacja końcowa   | Turniej Trzech Państw – klasyfikacja końcowa   | Turniej Trzech Państw – klasyfikacja końcowa   | Turniej Trzech Państw – klasyfikacja końcowa   | Ole Bremseth       | Olav Hansson       | Dag Holmen Jensen   |
| 8.                                             | 16 stycznia 1982                               | Chamonix                                       | K-95                                           | GPoN                                           | Andreas Felder     | Paul Egloff        | Adolf Hirner        |
| 9.                                             | 17 stycznia 1982                               | Le Brassus                                     | K-104                                          | GPoN                                           | Klaus Tuchscherer  | Peter Rohwein      | Hans Wallner        |
| Grand Prix of Nations – klasyfikacja końcowa   | Grand Prix of Nations – klasyfikacja końcowa   | Grand Prix of Nations – klasyfikacja końcowa   | Grand Prix of Nations – klasyfikacja końcowa   | Grand Prix of Nations – klasyfikacja końcowa   | Klaus Tuchscherer  | Andreas Felder     | Peter Rohwein       |
| 10.                                            | 23 stycznia 1982                               | Liberec                                        | K-90                                           | TCz                                            | Josef Samek        | Hans Wallner       | Holger Freitag      |
| 11.                                            | 24 stycznia 1982                               | Harrachov                                      | K-120                                          | TCz                                            | Josef Samek        | Klaus Ostwald      | Harald Duschek      |
| Turniej Czeski – klasyfikacja końcowa          | Turniej Czeski – klasyfikacja końcowa          | Turniej Czeski – klasyfikacja końcowa          | Turniej Czeski – klasyfikacja końcowa          | Turniej Czeski – klasyfikacja końcowa          | Josef Samek        | Klaus Ostwald      | Hans Wallner        |
| 12.                                            | 31 stycznia 1982                               | La Molina                                      | K-75                                           | PKr                                            | Ivano Wegher       | Bernard Guillaume  | Per Mårten Olsrud   |
| 13.                                            | 14 lutego 1982                                 | Seefeld                                        | K-84                                           | –                                              | Armin Kogler       | Hansjörg Sumi      | Hubert Neuper       |
| 14.                                            | 21 lutego 1982                                 | Travnik                                        | K-87                                           | –                                              | Stefan Stannarius  | brak danych        | brak danych         |
| 15.                                            | 7 marca 1982                                   | Titisee-Neustadt                               | K-90                                           | TSch                                           | Hans Wallner       | Uli Boll           | Peter Schwinghammer |
| 16.                                            | 8 marca 1982                                   | Schönwald                                      | K-85                                           | TSch                                           | Hans Wallner       | Ivar Mobekk        | Kurt-Arne Oeverby   |
| Turniej Schwarzwaldzki – klasyfikacja końcowa  | Turniej Schwarzwaldzki – klasyfikacja końcowa  | Turniej Schwarzwaldzki – klasyfikacja końcowa  | Turniej Schwarzwaldzki – klasyfikacja końcowa  | Turniej Schwarzwaldzki – klasyfikacja końcowa  | Hans Wallner       | Uli Boll           | Peter Schwinghammer |
| 17.                                            | 24 kwietnia 1982                               | Bischofshofen                                  | K-109                                          | –                                              | Kari Ylianttila    | Keijo Korhonen     | Ernst Vettori       |
| 18.                                            | 25 kwietnia 1982                               | Bischofshofen                                  | K-109                                          | –                                              | Ernst Vettori      | Andreas Felder     | Jan Henrik Trøen    |
| Puchar Europy 1981/1982 – klasyfikacja końcowa | Puchar Europy 1981/1982 – klasyfikacja końcowa | Puchar Europy 1981/1982 – klasyfikacja końcowa | Puchar Europy 1981/1982 – klasyfikacja końcowa | Puchar Europy 1981/1982 – klasyfikacja końcowa | Hans Wallner       | Kari Ylianttila    | Peter Rohwein       |

## Klasyfikacja generalna
| Miejsce | Zawodnik           | Punkty |
| ------- | ------------------ | ------ |
| 1.      | Hans Wallner       | 132    |
| 2.      | Kari Ylianttila    | 99     |
| 3.      | Peter Rohwein      | 96     |
| 4.      | Adolf Hirner       | 87     |
| 5.      | Klaus Tuchscherer  | 74     |
| 6.      | Dag Holmen Jensen  | 73     |
| 7.      | Andreas Felder     | 70     |
| 8.      | Ivar Mobekk        | 68     |
| 9.      | Jon Eilert Bøgseth | 67     |
| 10.     | Josef Samek        | 67     |
| ...     |                    |        |